# Saison 2016 de l'équipe cycliste Roompot-Oranje Peloton
La saison 2016 de l'équipe cycliste Roompot-Oranje Peloton est la deuxième de cette équipe.

## Préparation de la saison 2016

### Arrivées et départs
| Arrivées           | Équipe 2015          |
| ------------------ | -------------------- |
| Barry Markus       | Lotto NL-Jumbo       |
| Kai Reus           | Verandas Willems     |
| Antwan Tolhoek     | Rabobank Development |
| Nick van der Lijke | Lotto NL-Jumbo       |
| Pieter Weening     | Orica-GreenEDGE      |

| Départs           | Équipe 2016    |
| ----------------- | -------------- |
| Dylan Groenewegen | Lotto NL-Jumbo |
| Mike Terpstra     | retraite       |

## Coureurs et encadrement technique

### Effectif

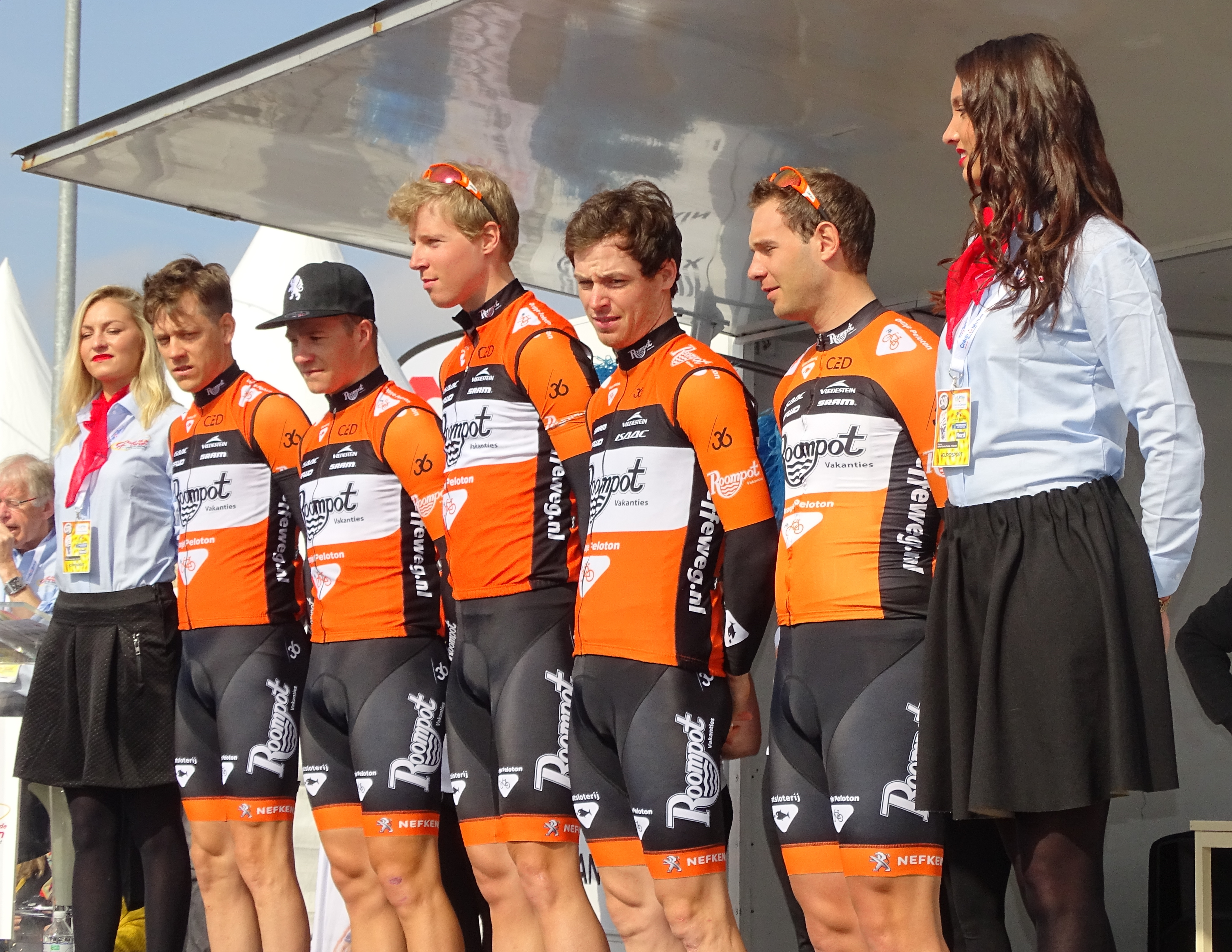
Wesley Kreder, André Looij, Ivar Slik, Reinier Honig et Barry Markus lors du Grand Prix de Denain.

| Cycliste            | Date de naissance  | Nationalité | Équipe 2015            |  |
| ------------------- | ------------------ | ----------- | ---------------------- |  |
| Jesper Asselman     | 12 mars 1990       | Pays-Bas    | Roompot Oranje Peloton |  |
| Marc de Maar        | 15 février 1984    | Pays-Bas    | Roompot Oranje Peloton |  |
| Berden de Vries     | 10 mars 1989       | Pays-Bas    | Roompot Oranje Peloton |  |
| Huub Duyn           | 1er septembre 1984 | Pays-Bas    | Roompot Oranje Peloton |  |
| Reinier Honig       | 28 octobre 1983    | Pays-Bas    | Roompot Oranje Peloton |  |
| Johnny Hoogerland   | 13 avril 1983      | Pays-Bas    | Roompot Oranje Peloton |  |
| Tim Kerkhof         | 13 novembre 1993   | Pays-Bas    | Roompot Oranje Peloton |  |
| Michel Kreder       | 15 août 1987       | Pays-Bas    | Roompot Oranje Peloton |  |
| Raymond Kreder      | 26 novembre 1989   | Pays-Bas    | Roompot Oranje Peloton |  |
| Wesley Kreder       | 4 novembre 1990    | Pays-Bas    | Roompot Oranje Peloton |  |
| Maurits Lammertink  | 31 août 1990       | Pays-Bas    | Roompot Oranje Peloton |  |
| André Looij         | 25 mai 1995        | Pays-Bas    | Roompot Oranje Peloton |  |
| Barry Markus        | 17 juillet 1991    | Pays-Bas    | Lotto NL-Jumbo         |  |
| Kai Reus            | 11 mars 1985       | Pays-Bas    | Verandas Willems       |  |
| Ivar Slik           | 27 mai 1993        | Pays-Bas    | Roompot Oranje Peloton |  |
| Antwan Tolhoek      | 29 avril 1994      | Pays-Bas    | Rabobank Development   |  |
| Nick van der Lijke  | 23 septembre 1991  | Pays-Bas    | Lotto NL-Jumbo         |  |
| Etienne van Empel   | 14 avril 1994      | Pays-Bas    | Roompot Oranje Peloton |  |
| Sjoerd van Ginneken | 6 novembre 1992    | Pays-Bas    | Roompot Oranje Peloton |  |
| Brian van Goethem   | 16 avril 1991      | Pays-Bas    | Roompot Oranje Peloton |  |
| Pieter Weening      | 5 avril 1981       | Pays-Bas    | Orica-GreenEDGE        |  |

Portraits
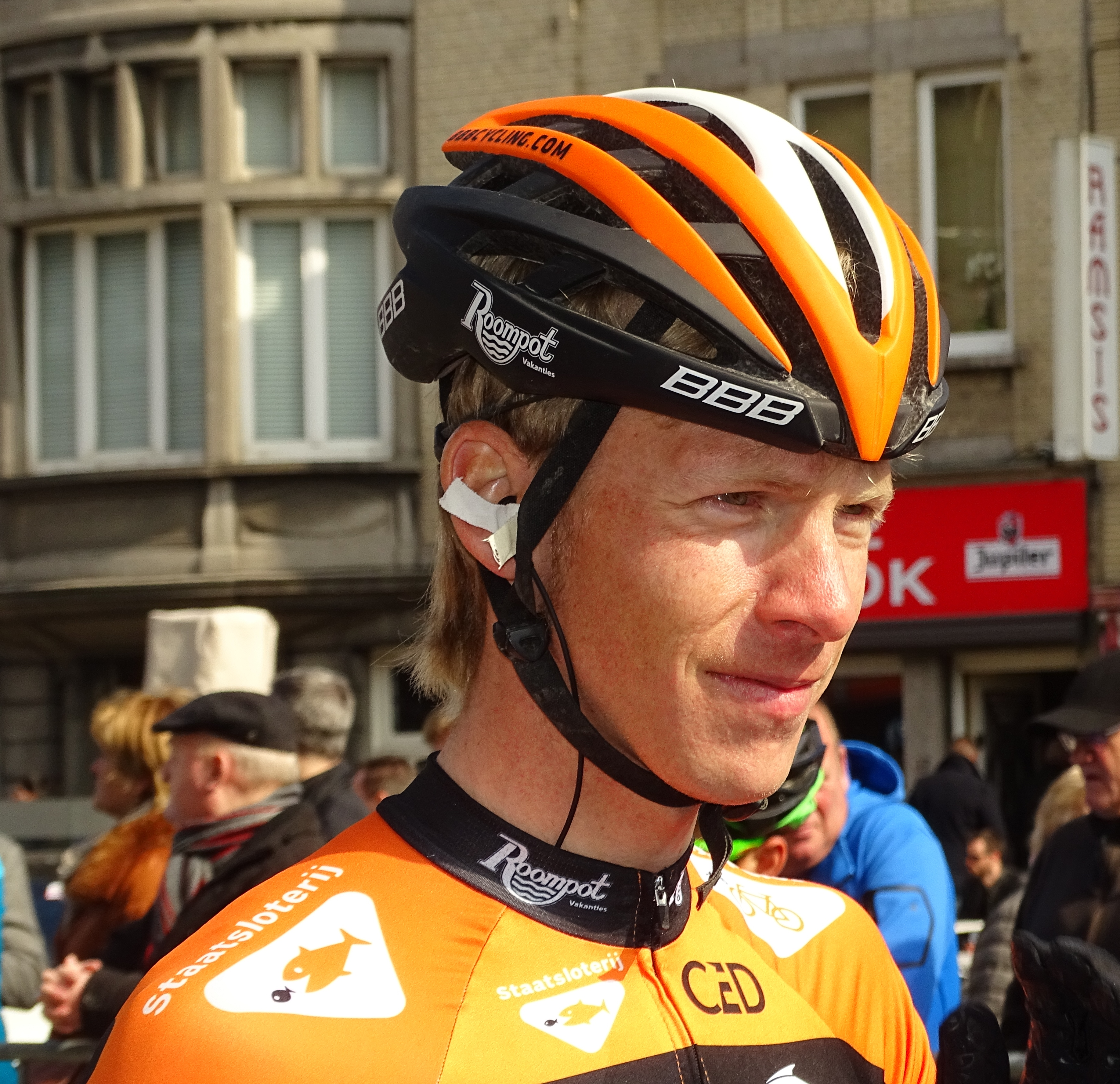
Huub Duyn.
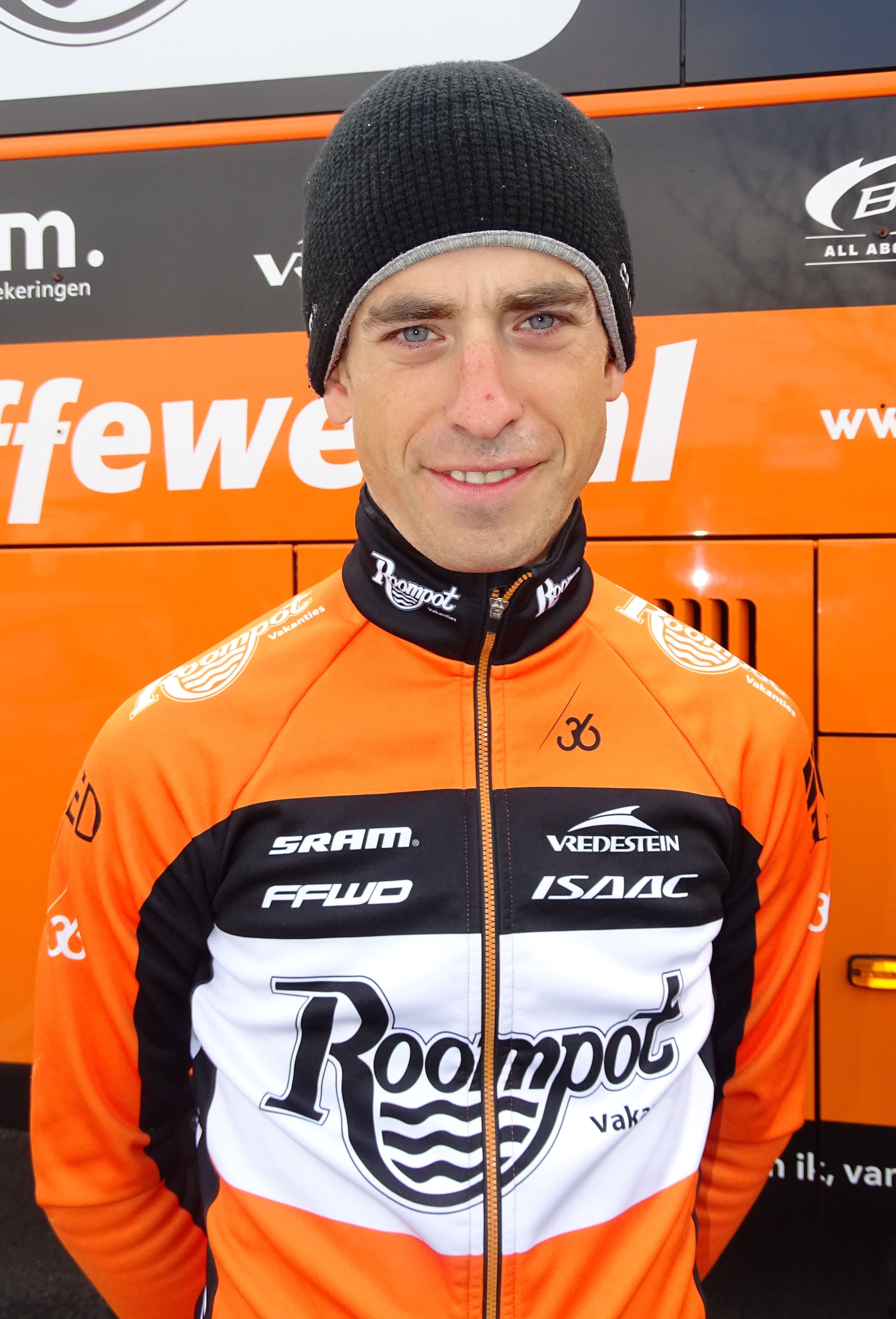
Reinier Honig.
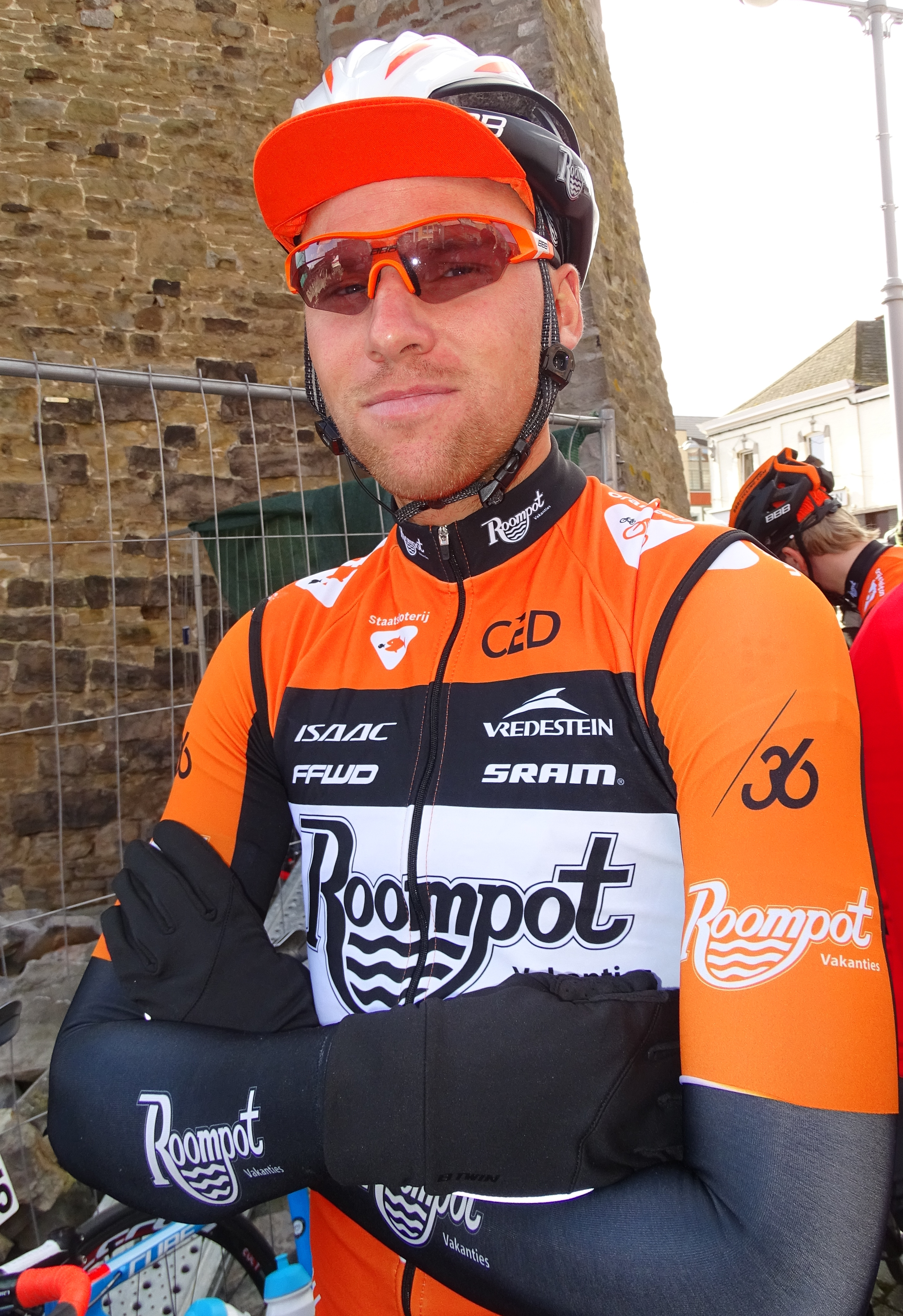
Tim Kerkhof.
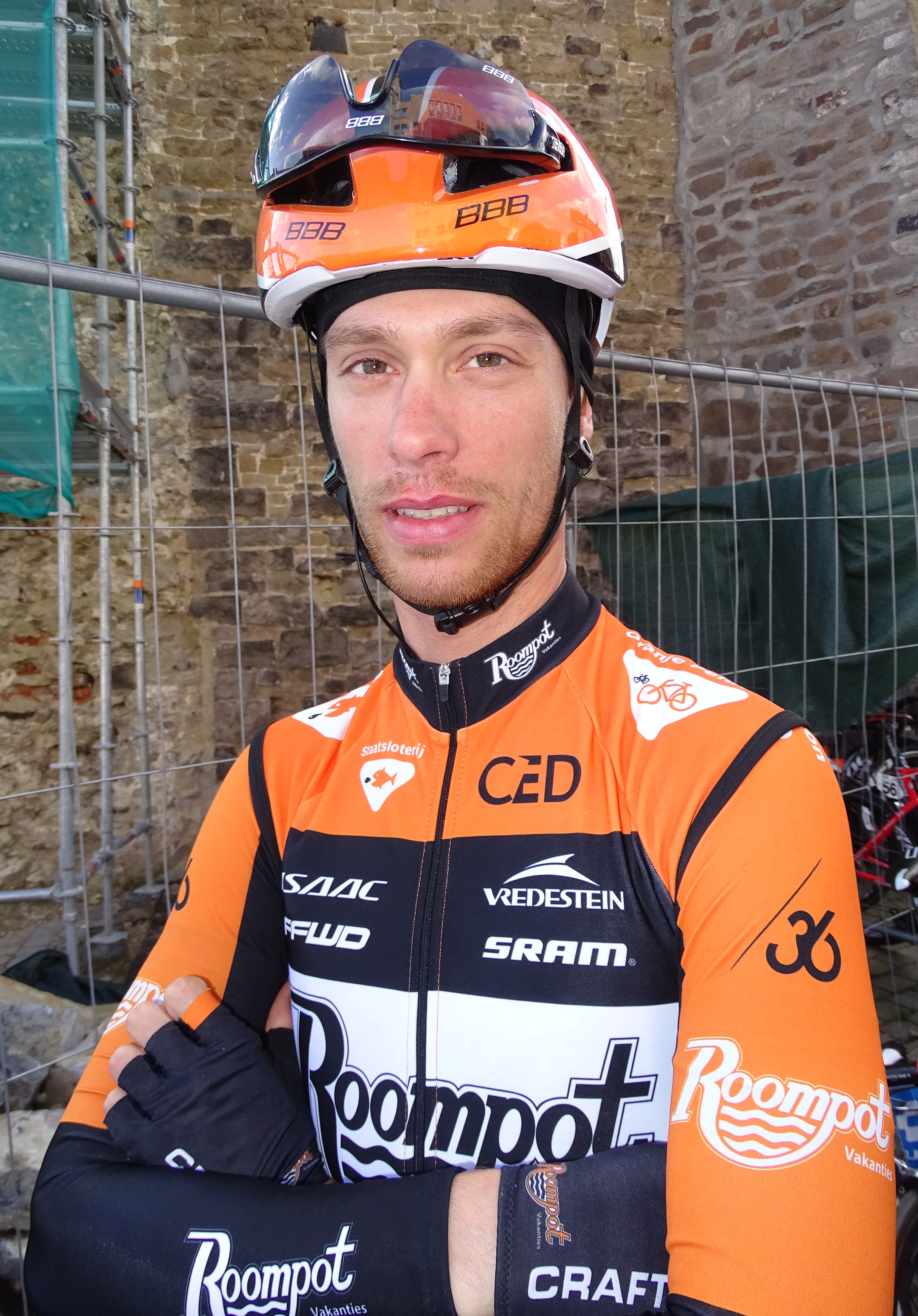
Michel Kreder.
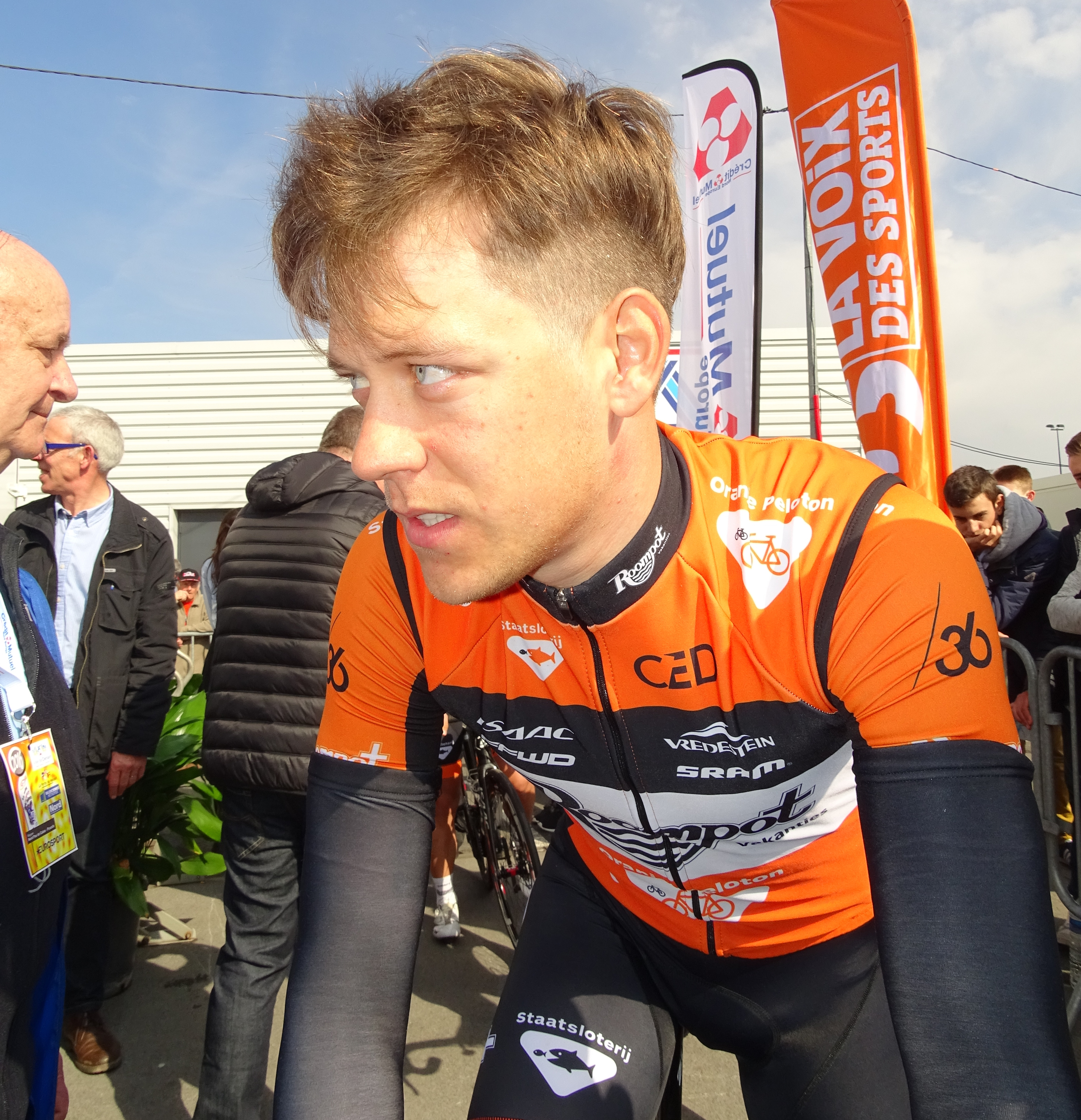
Wesley Kreder.
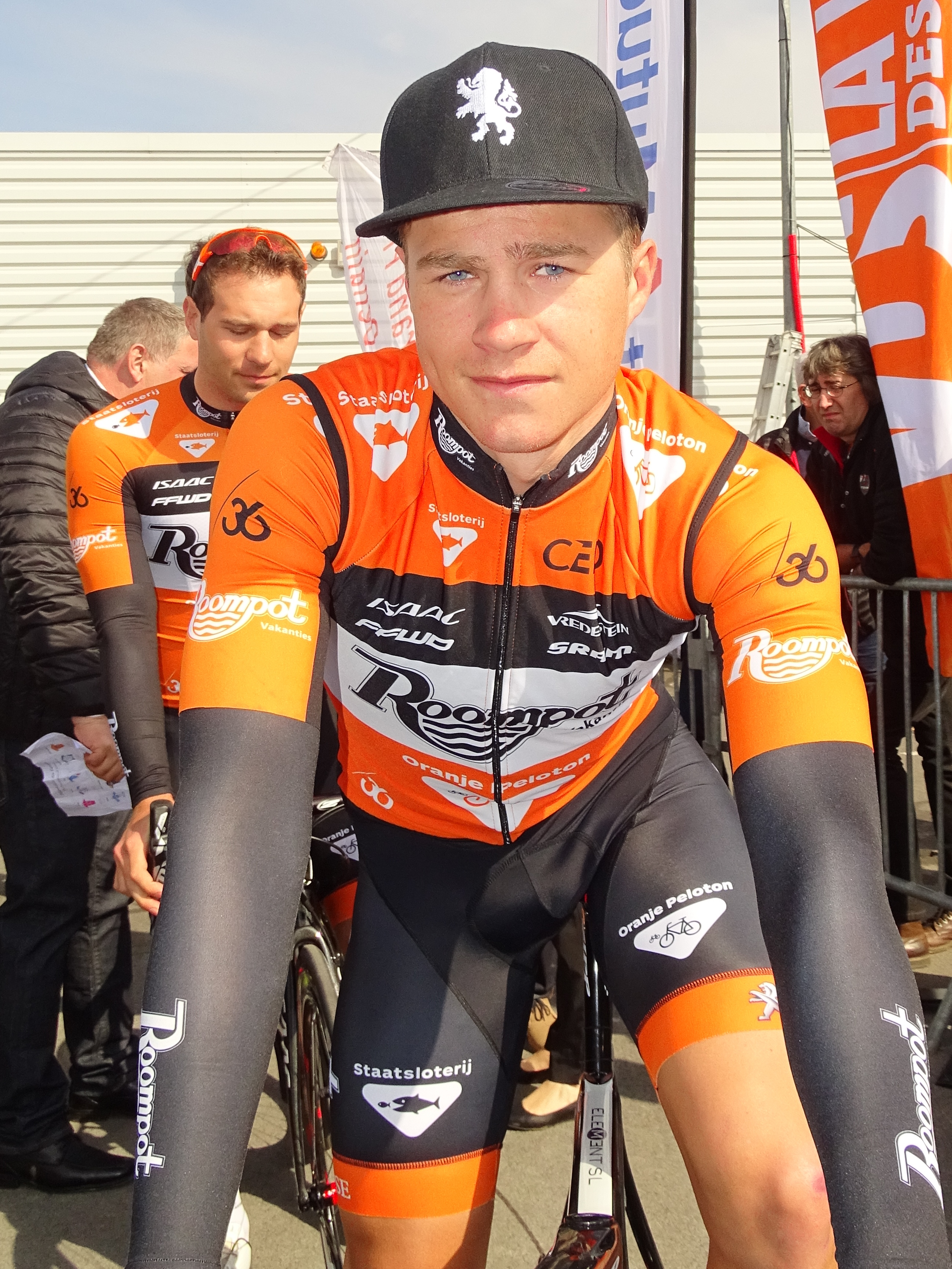
André Looij.
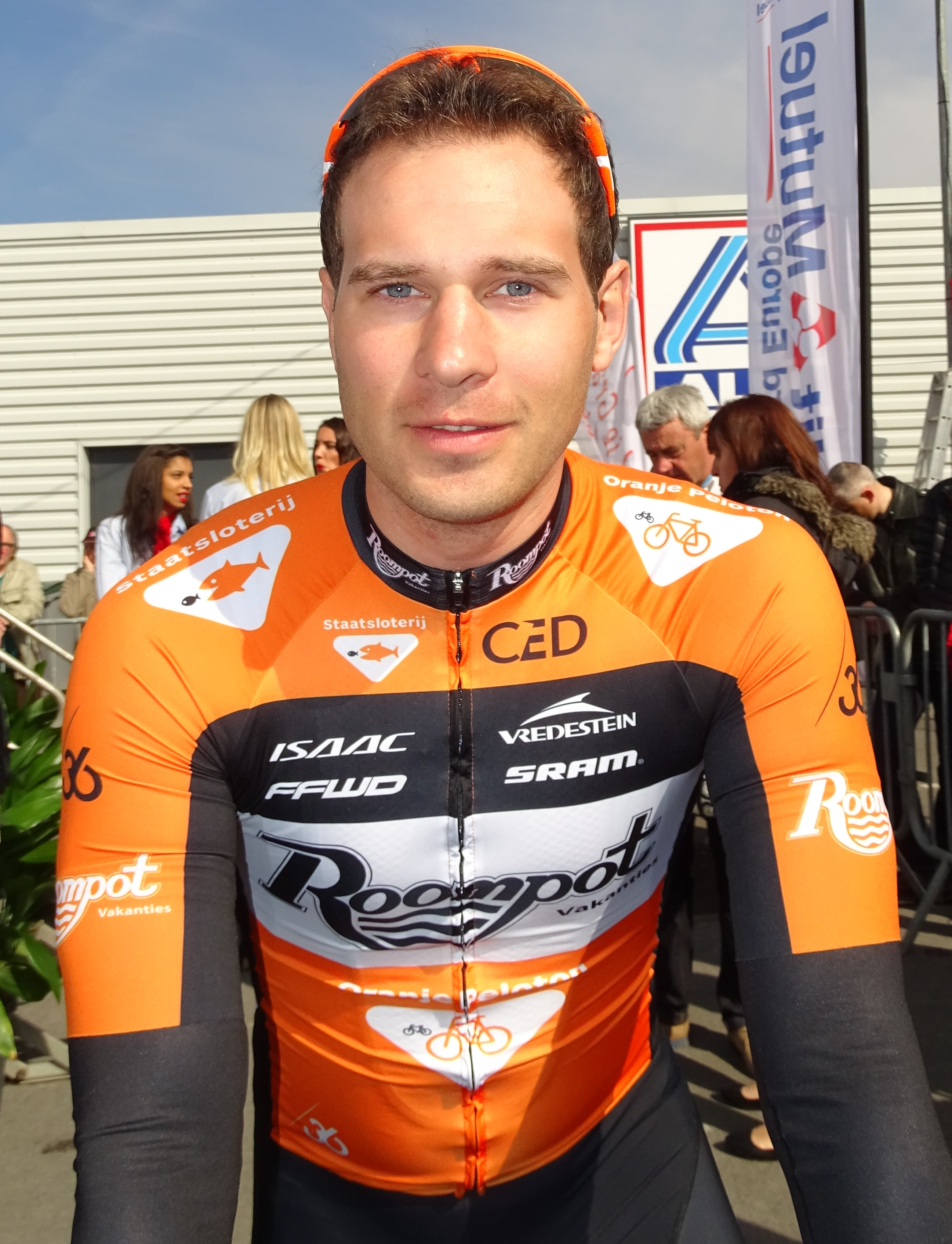
Barry Markus.
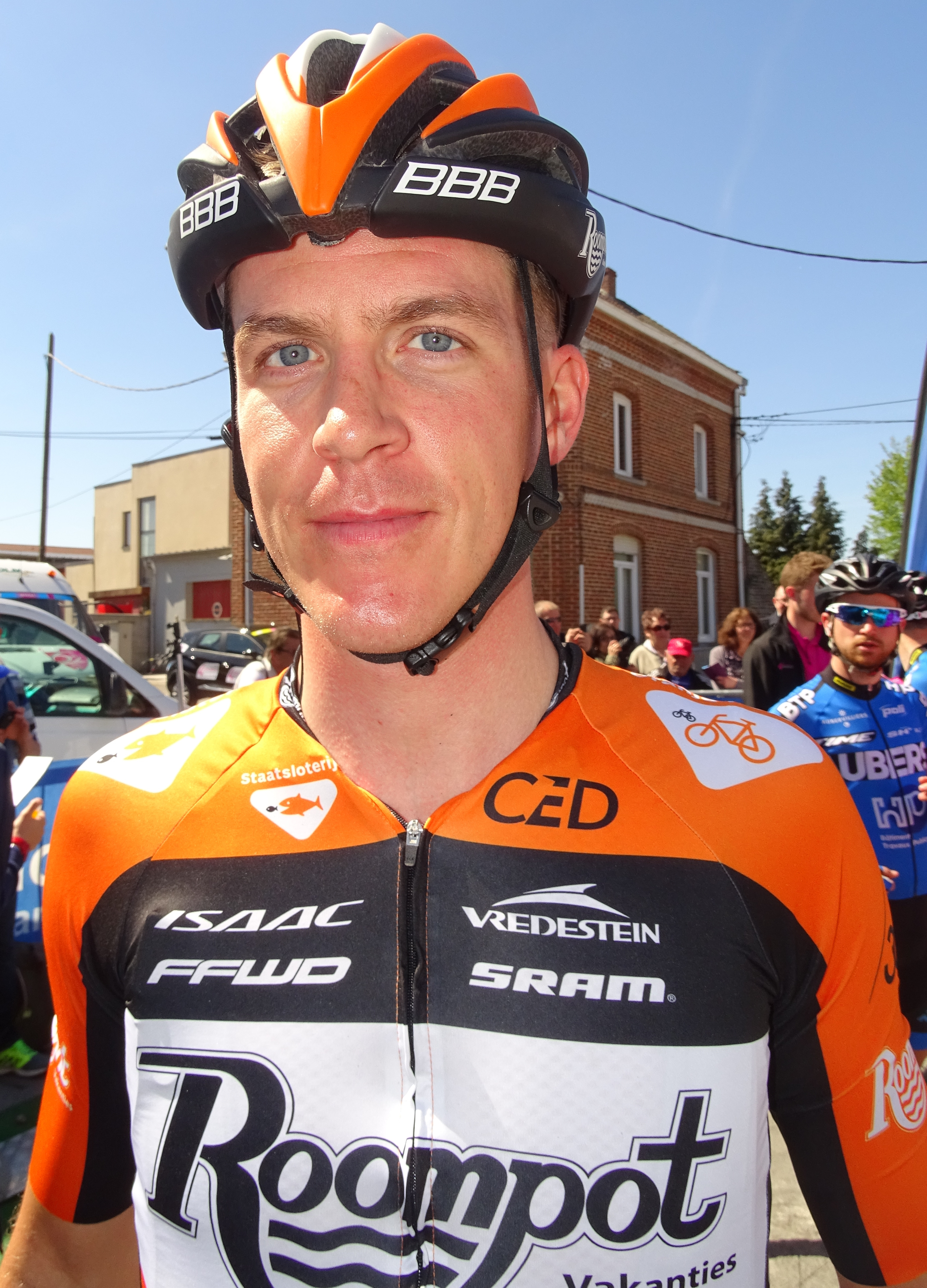
Kai Reus.
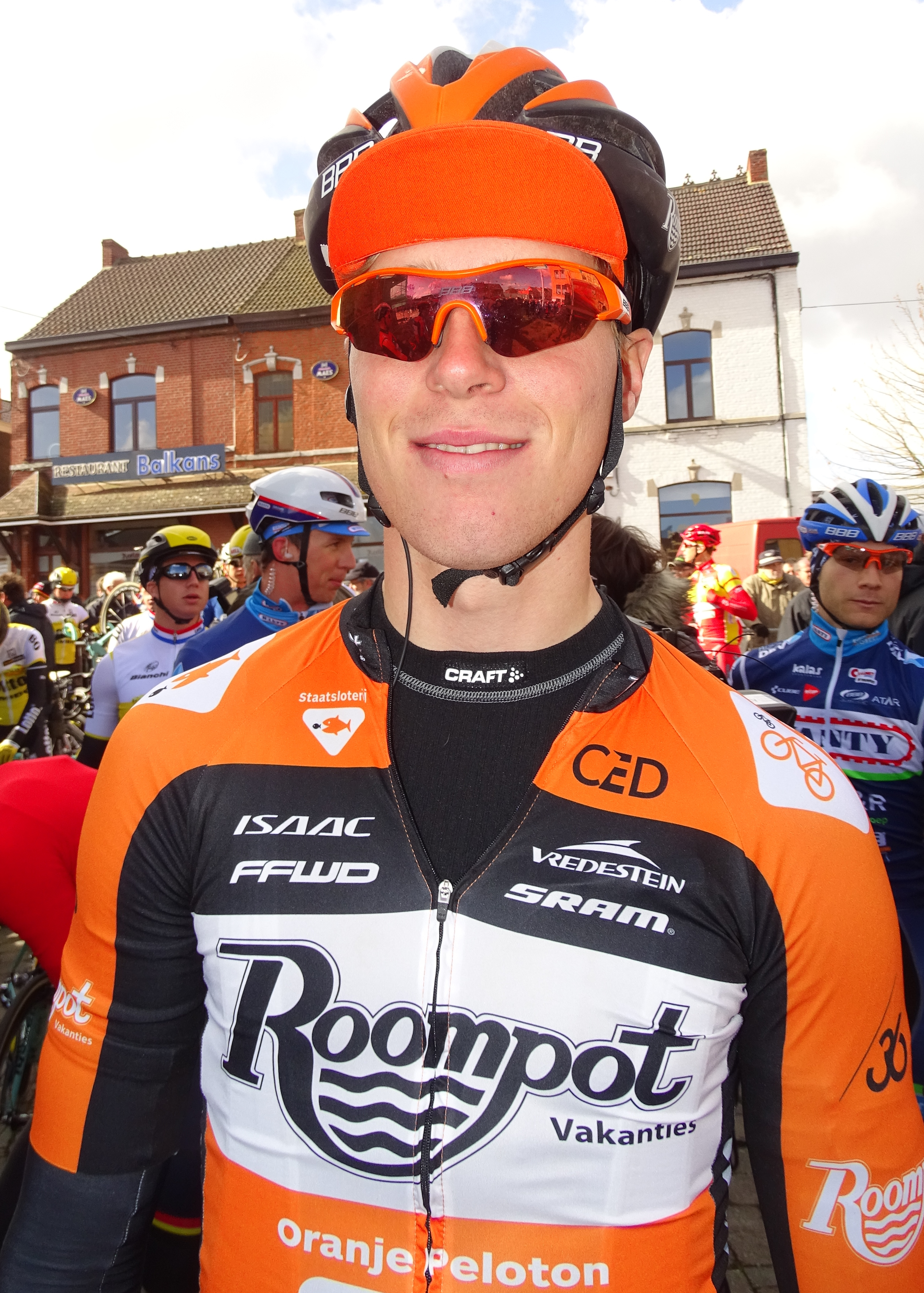
Ivar Slik.
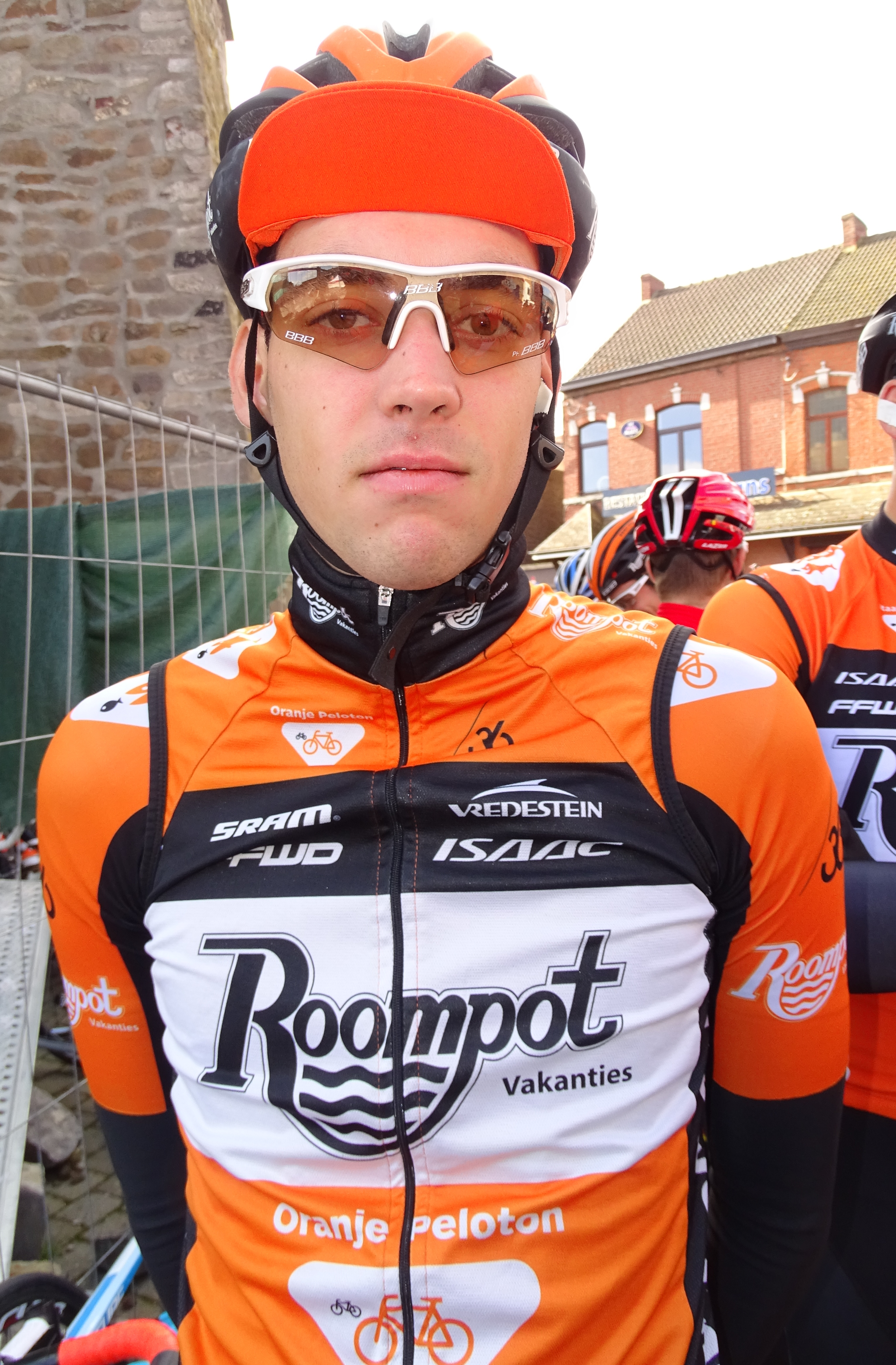
Etienne van Empel.
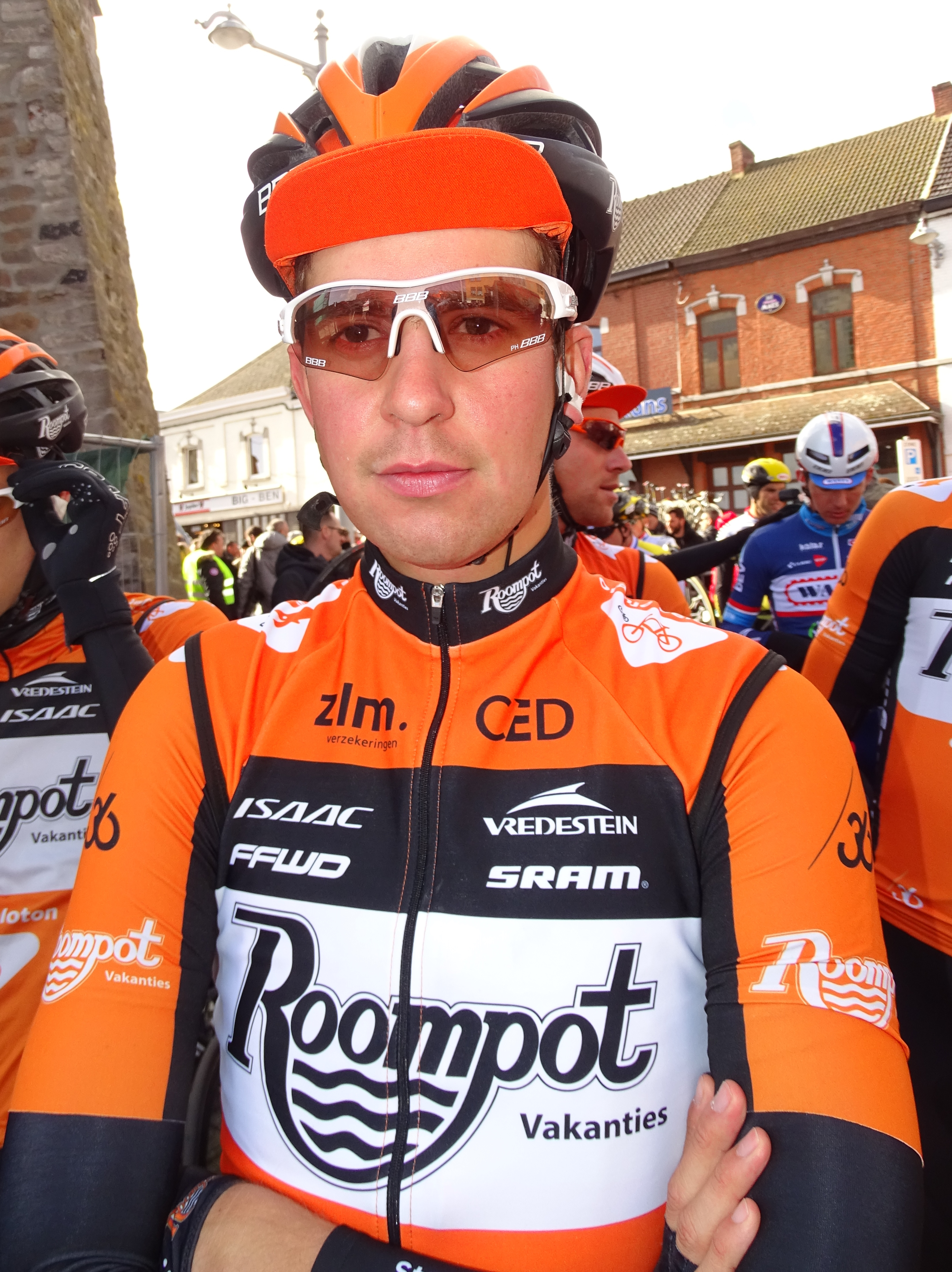
Brian van Goethem.

## Bilan de la saison

### Victoires
| Date       | Course                                   | Pays       | Classe | Vainqueur          |
| ---------- | ---------------------------------------- | ---------- | ------ | ------------------ |
| 12/03/2016 | Tour de Drenthe                          | Pays-Bas   | 1.1    | Jesper Asselman    |
| 19/05/2016 | 2e étape du Tour de Norvège              | Norvège    | 2.HC   | Pieter Weening     |
| 22/05/2016 | Classement général du Tour de Norvège    | Norvège    | 2.HC   | Pieter Weening     |
| 05/06/2016 | Classement général du Tour de Luxembourg | Luxembourg | 2.HC   | Maurits Lammertink |
| 16/06/2016 | 2e étape du Ster ZLM Toer                | Pays-Bas   | 2.1    | Wesley Kreder      |
| 16/06/2016 | 5e étape du Tour de Suisse               | Suisse     | WT     | Pieter Weening     |

### Résultats sur les courses majeures
Les tableaux suivants représentent les résultats de l'équipe dans les principales courses du calendrier international dans lesquelles l'équipe bénéficie d'une invitation (les cinq classiques majeures et les trois grands tours). Pour chaque épreuve est indiqué le meilleur coureur de l'équipe, son classement ainsi que les accessits glanés par Roompot-Oranje Peloton sur les courses de trois semaines.

#### Classiques
| Classique            | Milan-San Remo | Tour des Flandres         | Paris-Roubaix | Liège-Bastogne-Liège | Tour de Lombardie |
| -------------------- | -------------- | ------------------------- | ------------- | -------------------- | ----------------- |
| Coureur (classement) | Non invitée    | Sjoerd van Ginneken (47e) | Non invitée   | Huub Duyn (32e)      |                   |

#### Grands tours
| Grand tour           | Tour d'Italie | Tour de France | Tour d'Espagne |
| -------------------- | ------------- | -------------- | -------------- |
| Coureur (classement) | Non invitée   | Non invitée    | Non invitée    |
| Accessits            | -             | -              | -              |